# Officier marinier
Ne doit pas être confondu avec Officier de marine.
 (mai 2019).
Si vous disposez d'ouvrages ou d'articles de référence ou si vous connaissez des sites web de qualité traitant du thème abordé ici, merci de compléter l'article en donnant les références utiles à sa vérifiabilité et en les liant à la section « Notes et références ».
Officier marinier est, dans la Marine nationale française, l'appellation équivalente à celle de sous-officier dans les autres forces armées et formations rattachées. Cette appellation, qui date du XVIe siècle est définie dans le code de la défense. Les officiers mariniers, attachés à leur appellation, appartiennent à la maistrance qui constitue les 2/3 des effectifs de la marine nationale. 
Il existe cinq grades d'officier marinier dans la Marine nationale :
- second maître ;
- maître ;
- premier maître ;
- maître principal ;
- major.

Les trois derniers grades sont regroupés sous l'appellation d'officier marinier supérieur (OMS).
Les officiers mariniers sont des techniciens dans leurs spécialités. De plus, les OMS encadrent les équipes de travail ou d'opérateurs et peuvent participer à la notation de leurs subordonnés. 
Ils peuvent être sous contrat (principalement les seconds maîtres et les maîtres) ou au "cadre de maistrance", c'est-à-dire "de carrière" (le plus souvent pour les officiers mariniers supérieurs).